# イタリア中部地震 (2016年10月)
イタリア中部地震（イタリアちゅうぶじしん、英: October 2016 Central Italy earthquakes）は、2016年10月30日07時40分（CET）、イタリア中部のマルケ州とウンブリア州の付近を震源として発生したマグニチュード6.6の地震である。また、この4日前の10月26日にも、同地域を震源とするM5.5とM6.1の地震が発生していた。

## 概要
イタリア中部ノルチャ付近では、8月24日にM6.2の地震が発生し、300人近くが死亡する大きな被害が出た（イタリア中部地震 (2016年8月)）。その後も活発な地震活動が続いていたが、特に2か月後の10月26日、17時10分（UTC）にM5.4-5.5の地震が発生。約2時間後の19時18分にM5.9-6.1の地震が発生した。19時18分の地震で建物に大きな被害が出たが、建物倒壊による死者はいなかった（心臓発作で1人が死亡）。2時間前の地震で多くの人が屋外に避難していたため人的被害が軽減されたとみられる。さらにその4日後、M6.6の地震が発生した。
アメリカ地質調査所(USGS)によると、10月30日の地震の震源はイタリアウンブリア州ペルージャ県ノルチャの北約6kmの地点で、震源の深さは約10kmである。マグニチュード6.6は、イタリアで起きた地震としては1980年に発生したイタリア南部地震以来の規模の強震である。
10月26日の2つの地震は、8月の地震の余震域の北端で起きており、8月の地震に誘発された可能性がある。このうち2度目のM6.1の地震の震源は8月24日の地震から北西に約30kmの地点にある。10月30日の地震は、この二つの領域の中間で起きているが、それまでの地震で破壊されていない別の断層で起きたとみられる。

### 主な地震の一覧
| 日付 (UTC)              | MW        | 深さ 震源 | 震央                                 | 震央    | 震央    |
| 日付 (UTC)              | MW        | 深さ 震源 | 地点                                 | 緯度    | 経度    |
| ----------------------- | --------- | --------- | ------------------------------------ | ------- | ------- |
| 2016年10月26日 17:10:36 | 5.4       | 8.7 km    | カステルサンタンジェロ・スル・ネーラ | 42.88 N | 13.13 E |
| 2016年10月26日19:18:05  | 5.9       | 7.5 km    | ウッシタ                             | 42.92 N | 13.13 E |
| 2016年10月26日21:42:01  | 4.5       | 9.5 km    | カステルサンタンジェロ・スル・ネーラ | 42.86 N | 13.13 E |
| 2016年10月27日03:19:27  | 4.0       | 9.0 km    | カステルサンタンジェロ・スル・ネーラ | 42.84 N | 13.15 E |
| 2016年10月27日03:50:24  | 4.4 (ML)  | 8.9 km    | ヴィッソ                             | 42.99 N | 13.13 E |
| 2016年10月27日08:21:45  | 4.3       | 9.3 km    | ノルチャ                             | 42.87 N | 13.10 E |
| 2016年10月27日17:22:23  | 4.2       | 8.6 km    | ノルチャ                             | 42.84 N | 13.10 E |
| 2016年10月30日06:40:17  | 6.5 (Mwp) | 9.4 km    | ノルチャ                             | 42.84 N | 13.11 E |

(出典: Istituto Nazionale di Geofisica e Vulcanologia)

### 8月に発生した地震との比較
左の図は10月27日のもので、30日の大地震は反映されていない。

## 被害と影響
10月30日の地震は、8月以降の一連の地震で最大規模であったが、人的被害は限定的で、死者は報告されていない。10月26日に相次いだ地震を受けて、震源に近いカステルサンタンジェロやプレチでは、住民のほとんどがすでに避難していた。
ノルチャでは、歴史的建造物の聖ベネディクト教会（St. Benedict's Chapel）が崩壊した。ノルチャから110km離れた首都ローマでも比較的大きな揺れがあり、地下鉄が一時運転を見合わせた。
建物が倒壊する恐れがあるため、ノルチャ中心部への立ち入りが禁止された。遠隔地へ避難する住民も多く、地元メディアによると少なくとも4万人が避難した。